# Galeria Mariacka w Gdańsku
Galeria Mariacka w Gdańsku – wystawiennicza galeria sztuki, mieszcząca się w kamienicy przy ulicy Mariackiej 48 w Gdańsku. Powstała w 1995 roku z inicjatywy Oddziału Pomorskiego Katolickiego Stowarzyszenia “Civitas Christiana”.